# Jack Lemmon
Jack Lemmon (właśc. John Uhler Lemmon III; ur. 8 lutego 1925 w Newton, zm. 27 czerwca 2001 w Los Angeles) – amerykański aktor i muzyk, znany zarówno z ról dramatycznych, jak i komediowych.
Przez prawie 50 lat kariery wystąpił w około 80 filmach fabularnych, zarówno komediach, jak i dramatach. Dwukrotnie nagrodzony Oscarem; za drugoplanową rolę w filmie Mister Roberts (1955) i pierwszoplanową w filmie Ocalić tygrysa (1973) oraz dwukrotny laureat nagrody na festiwalu w Cannes.

## Życiorys

### Wczesne lata
Urodził się w Newton w Massachusetts w rodzinie rzymskokatolickiej jako syn Mildred Burgess LaRue „Millie” Noel Lemmon i Johna Uhlera Lemmona II, prezesa firmy produkującej pączki. Jego rodzina była pochodzenia irlandzkiego, szkockiego, niemieckiego, francuskiego, holenderskiego i walijskiego. Uczęszczał do szkoły podstawowej John Ward Elementary School i Rivers School w Weston. Często źle się czuł jako dziecko, zanim skończył 10 lat, przeszedł trzy znaczące operacje na uszy. Zanim skończył 12 lat, spędził dwa lata w szpitalu. W 1943 ukończył Phillips Academy w Andover. W czasie II wojny światowej służył w United States Navy. W 1947 został absolwentem Harvard College przy Uniwersytecie Harvarda w Cambridge.
W 1947 studiował aktorstwo pod okiem trenerki Uty Hagen w HB Studio w Nowym Jorku. Był także pianistą, który trenował w wieku 14 lat i nauczył się grać ze słuchu. Przez rok w Nowym Jorku pracował nieodpłatnie jako kelner i mistrz ceremonii w barze Old Knick na Second Avenue na Manhattanie. Grał również na pianinie w sali.

### Kariera
W 1948 po raz pierwszy trafił na mały ekran jako Fred Stevens w serialu CBS Studio One. Rok później zadebiutował na kinowym ekranie w roli tynkarza w komedii Michaela Curtiza The Lady Takes a Sailor (1949) z udziałem Jane Wyman, Eve Arden i Toma Tully. Po tym, jak Lemmon na Broadwayu dostał główną rolę Leo Davisa w komedii Serwis pokojowy (1953), łowca talentów dla Columbia Pictures przekonał go, by zamiast tego spróbował rozpocząć karierę w Hollywood.
Został szybko dostrzeżony w roli filmowca Pete’a Shepparda w komedii romantycznej George’a Cukora To może się zdarzyć każdemu (It Should Happen to You, 1954) z Judy Holliday. Jako Frank Thurlowe Pulver w komediodramacie wojennym CinemaScope Mister Roberts (1955), przy którym pracowało trzech reżyserów: John Ford, Mervyn LeRoy i Joshua Logan, otrzymał Oscara dla najlepszego aktora drugoplanowego. Za kreację prezesa podupadającej firmy odzieżowej, Harry’ego Stonera, który przeżywa kryzys wieku średniego w dramacie Johna G. Avildsena Ocalić tygrysa (1973), zdobył Oscara dla najlepszego aktora pierwszoplanowego.
Był ulubionym aktorem reżysera Billy’ego Wildera. Lemmon zagrał w 7 jego filmach: Pół żartem, pół serio (1959), Garsoniera (1960), Słodka Irma (1963), Szczęście Harry’ego (1966), Avanti! (1972), Strona tytułowa (1974), Najlepszy kumpel (1981).

## Życie prywatne
7 maja 1950 poślubił Cynthię Boyd Stone, z którą miał syna Christophera (ur. 22 czerwca 1954). 4 grudnia 1956 doszło do rozwodu. 17 sierpnia 1962 ożenił się z aktorką Felicią Farr, z którą był w związku do swojej śmierci. Mieli córkę Courtney (ur. 7 stycznia 1966), której ojcem chrzestnym został Billy Wilder.

### Śmierć
Zmarł 27 czerwca 2001 w Los Angeles w wieku 76 lat na raka jelita grubego. Nagrobek Jacka Lemmona znajduje się na Westwood Village Memorial Park Cemetery w Los Angeles.

## Filmografia

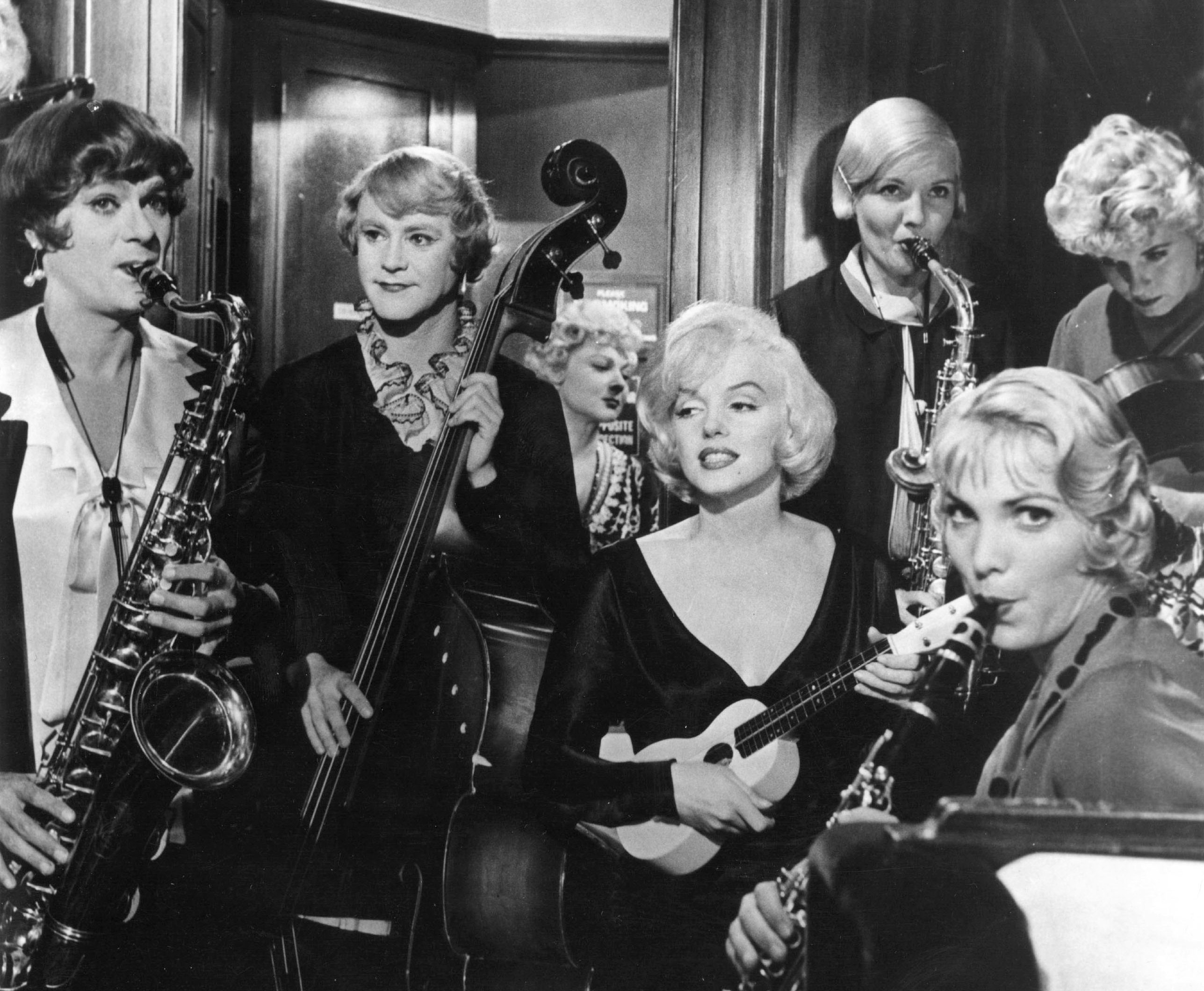
Lemmon w filmie w Pół żartem, pół serio (1959)

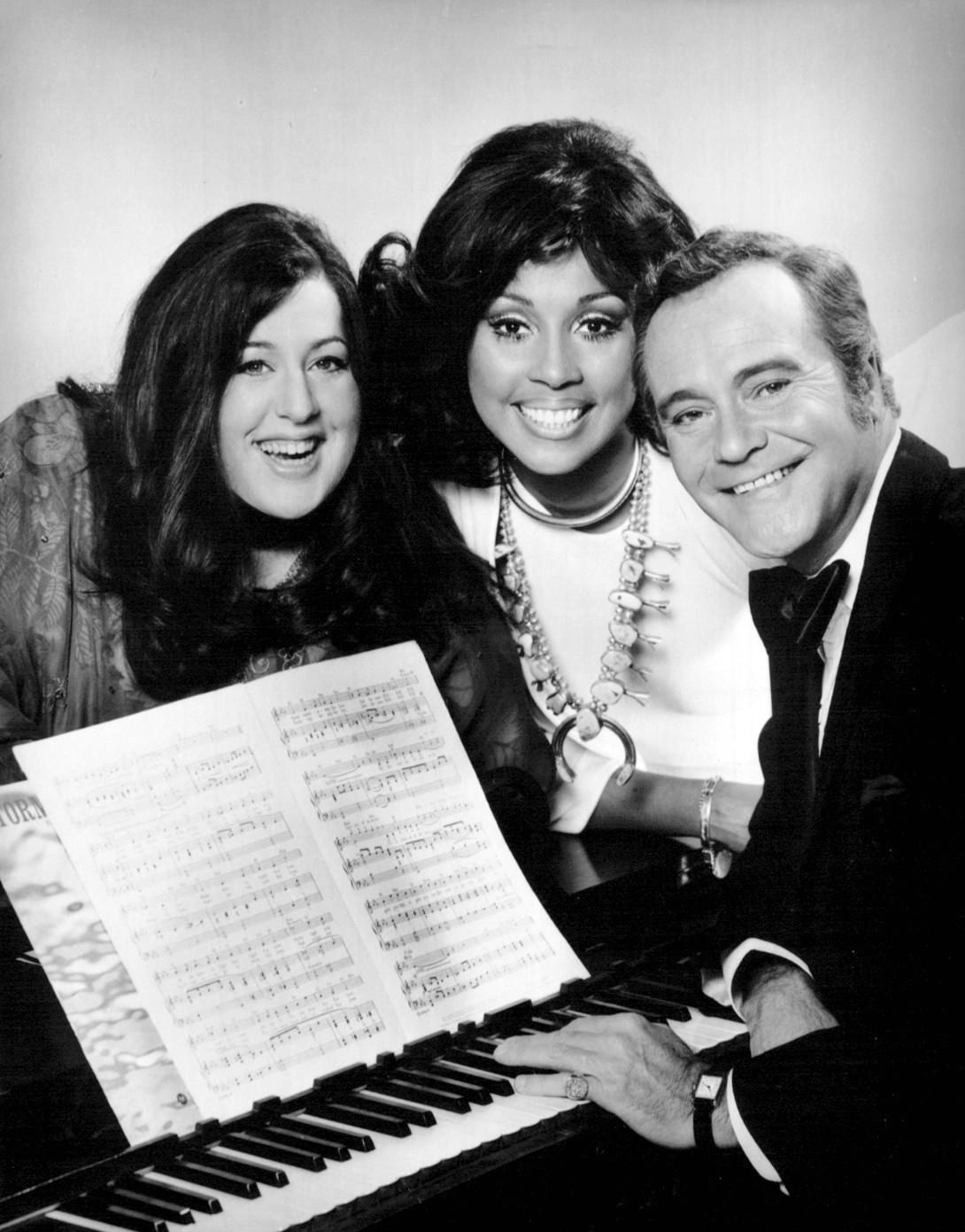
Cass Elliot, Diahann Carroll i Lemmon (1973)

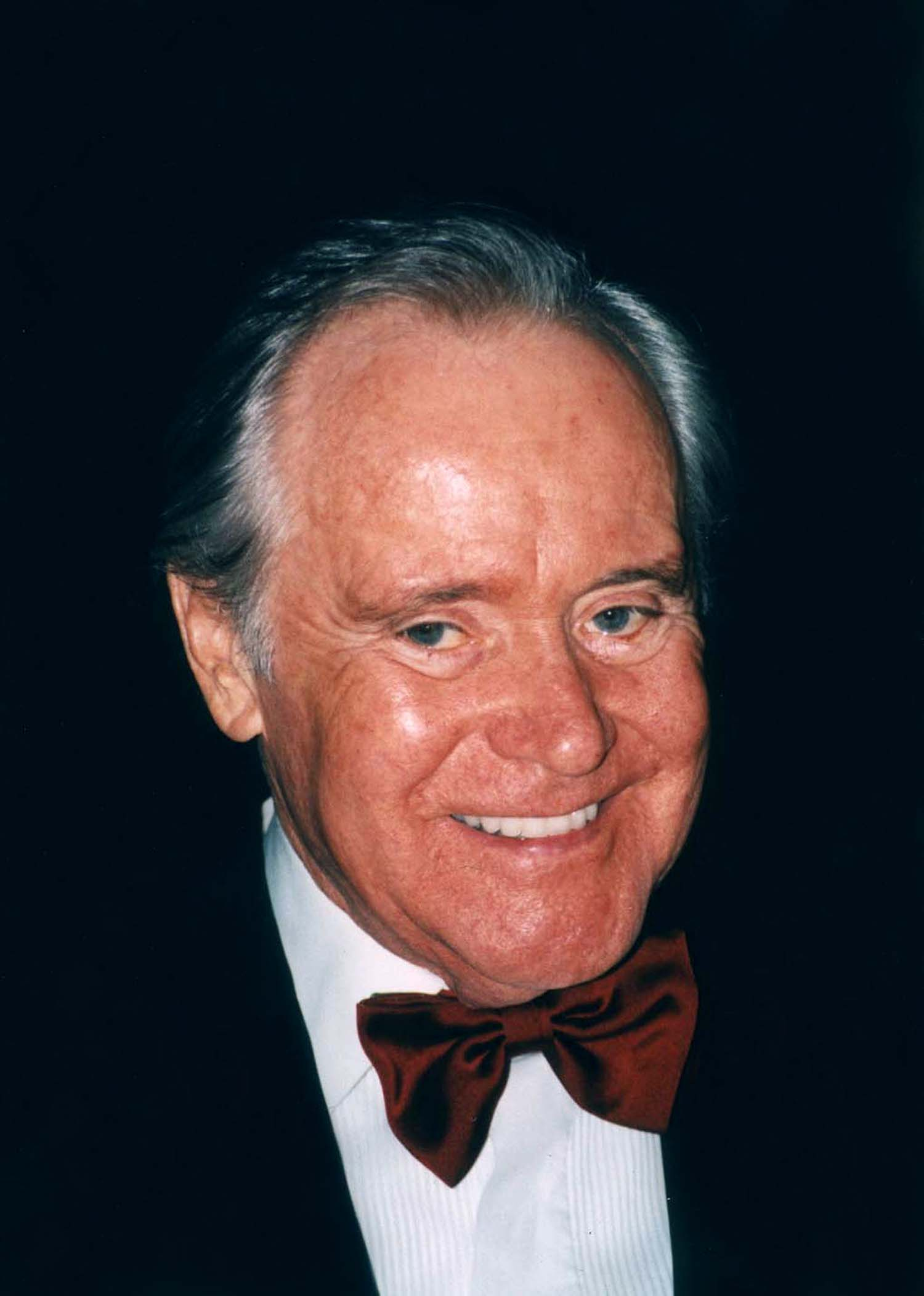
Jack Lemmon (lata 90. XX w.)

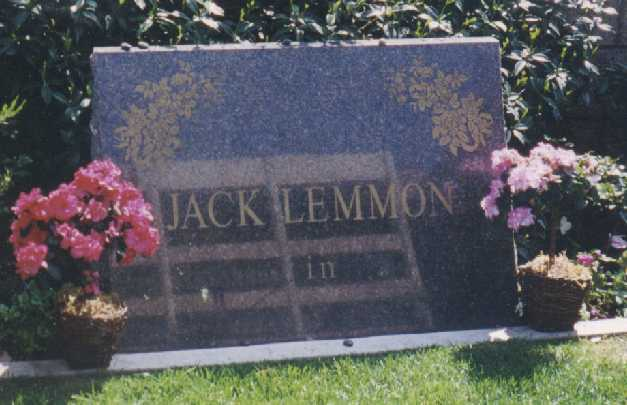
Nagrobek Lemmona

- To może zdarzyć się każdemu (1954) jako Pete Sheppard
- Moja siostra Eileen (1955) jako Robert Baker
- Mister Roberts (1955) jako Ensign Frank T. Pulver
- Ogień pod pokładem (1957) jako Tony
- Czarna magia na Manhattanie (1958) jako Nicky Holroyd
- Kowboj (1958) jako Frank Harris
- Pół żartem, pół serio (1959) jako Jerry
- Garsoniera (1960) jako Calvin C. Baxter
- Dni wina i róż (1962) jako Joe Clay
- Urocza gospodyni (1962) jako William Gridley
- Słodka Irma (1963) jako Nestor Patou/Lord X
- Zamieńmy się mężami (1964) jako Sam Bissel
- Jak zamordować własną żonę (1965) jako Stanley Ford
- Wielki wyścig (1965) jako prof. Fate/książę Hapnick
- Szczęście Harry’ego (1966) jako Harry Hinkle
- Dziwna para (1968) jako Felix Unger
- Kwietniowe szaleństwa (1969) jako Howard Brubaker
- Za miastem (1970) jako George Kellerman
- Kotch (1971) jako śpiący pasażer autobusu (także reżyseria)
- Avanti! (1972) jako Wendell Armbruster
- Ocalić tygrysa (1973) jako Harry Stoner
- Strona tytułowa (1974) jako Hildy Johnson
- Więzień Drugiej Alei (1975) jako Mel Edison
- Port lotniczy ’77 (1977) jako Don Gallagher
- Chiński syndrom (1979) jako Jack Godell
- Haracz (1980; znany także pod tytułem Dar) jako Scottie Templeton
- Najlepszy kumpel (1981) jako Victor Clooney
- Zaginiony (1982) jako Ed Horman
- Makaroniarze (1985) jako Robert Traven
- Takie jest życie (1986) jako Harvey Farichild
- Tato (1989) jako Jake Tremont
- JFK (1991) jako Jack Martin
- Gracz (1992) – gra siebie samego
- Glengarry Glen Ross (1992) jako Shelley Levene
- Na skróty (1993) jako Paul Finnigan
- Dwaj zgryźliwi tetrycy (1993) jako John Gustafson
- Harfa traw (1995) jako Morris Ritz
- Jeszcze bardziej zgryźliwi tetrycy (1995) jako John Gustafson
- Obywatele prezydenci (1996) jako Russel P. Kramer
- Zbrodnia nie ukarana (1996) jako Max Mueller/Karl Luger
- Hamlet (1996) jako Marcellus
- Dwunastu gniewnych ludzi (1997) jako przysięgły nr 8
- Morska przygoda (1997) jako Herb Sullivan
- Dziwna para II (1998) jako Felix Unger
- Daleka droga do domu (1998) jako Thomas Gerrin
- Kto sieje wiatr (1999) jako Henry Drummond
- Wtorki z Morriem (1999) jako Morrie Schwartz
- Nazywał się Bagger Vance (2000) jako stary Hardy Greaves jako narrator (tylko głos)

## Nagrody
- Nagroda Akademii Filmowej
  - 1956: Mister Roberts (Najlepszy Aktor Drugoplanowy)
  - 1973: Ocalić tygrysa (Najlepszy Aktor Pierwszoplanowy)
- Złoty Glob 1973: Avanti! (Najlepszy aktor w komedii lub musicalu)